# Masdevallia uniflora
Masdevallia uniflora es una especie de orquídea epífita originaria de Perú (Departamento de Junín). Es la especie tipo del género Masdevallia.

## Descripción
Es una especie de orquídea de un tamaño pequeño a mediano, cespitosa epífita con crecientes hábitos terrestres con un tallo delgado , corto, y erecto que está envuelto por 2 a 3 brácteas tubulares con una hoja sencilla, apical, erecta, coriácea, elíptica, de largo pecíolo, aguda que se estrecha gradualmente en el pecíolo. Florece en una inflorescencia erecta de 22 cm de alto, enjuta, con flores individuales que se producen en el invierno. Los factores diferenciales de esta especie son las flores de color fucsia, las colas de los sépalos relativamente cortos, los lóbulos basales prominentes y el alargado pie de la columna.

## Distribución y hábitat
Se encuentra en Ecuador y Perú, como una especie cespitosa epífita con crecientes hábitos terrestres que se encuentra entre las rocas o epífita sobre los árboles y matorrales en los bosques nubosos en alturas de 2500 a 3000 metros.